# Territorio di Crema
Il Territorio di Crema era il nome del Cremasco durante il periodo di sottomissione alla Repubblica di Venezia, dal 1449 al 1797.

## Il territorio
Il territorio fu organizzato raggruppandone i comuni secondo la posizione rispetto alle quattro porte della città.
Il potere amministrativo era affidato ad un consiglio di 28 membri, ciascuno rappresentante un diverso comune, che a sua volta eleggeva una deputazione triennale permanente di quattro sindaci generali, uno per ogni quadra, assistiti da un ragioniere biennale. Tra i dipendenti del consiglio c'erano un tesoriere, un cancelliere, un fante, due impiegati e il rappresentante inviato a Venezia.